# Larisa Latýnina
Larisa Semiónovna Latýnina (en ucraniano: Лариса Семенівна Латиніна, en ruso: Лари́са Семёновна Латы́нина, nacida en Jersón, RSS de Ucrania, Unión Soviética, el 27 de diciembre de 1934) es una gimnasta rusa de origen ucraniano, la mujer y la gimnasta más laureada de la historia y de los juegos olímpicos con dieciocho medallas en gimnasia artística.

## Orígenes y juventud
Larisa Latynina (Diriy) nació el 27 de diciembre de 1934 en Khersone (RSS de Ucrania). Su padre fue Semión Andréievich Diriy (1906-1943), que murió en el frente durante la Batalla de Stalingrado durante la llamada por los rusos La Gran Guerra Patria (El Frente oriental de la Segunda Guerra Mundial). Su madre era Pelageya Anisimovna Barabanyuk (1902-1975), limpiadora, y por la noche trabajaba como calefactora o vigilante.
Larisa soñaba con el ballet desde niña. Cuando se abrió el estudio coreográfico en la Casa de Arte Popular de la ciudad, su madre metió a su hija en él por el último dinero. En quinto curso, tras el cierre del estudio, Larisa se matriculó en la sección de gimnasia de la escuela, donde su primer entrenador fue Mijaíl Sotnichenko.
En 1950, la gimnasta cumplió con la primera categoría deportiva de Rusia y como parte del equipo nacional de escolares de la RSS de Ucrania llegó al campeonato de la toda la Unión en Kazán.
En el noveno curso de bachillerato obtuvo el título de Maestra de Deportes de la URSS.
En 1953, se graduó en la escuela secundaria n.º 14 de Jersón con medalla de oro. A continuación se trasladó a Kiev, ingresó en el Instituto Politécnico de Kiev y continuó su formación con Alexander Semiónovich Mishakov.
En el campo de entrenamiento de toda la Unión en Bratsevo, superó con éxito las pruebas de clasificación para el Festival Mundial de la Juventud y los Estudiantes en Bucarest, donde recibió las primeras medallas de oro. Compitió para la Sociedad Deportiva de Voluntariado. «Burevestnik» (Kiev).

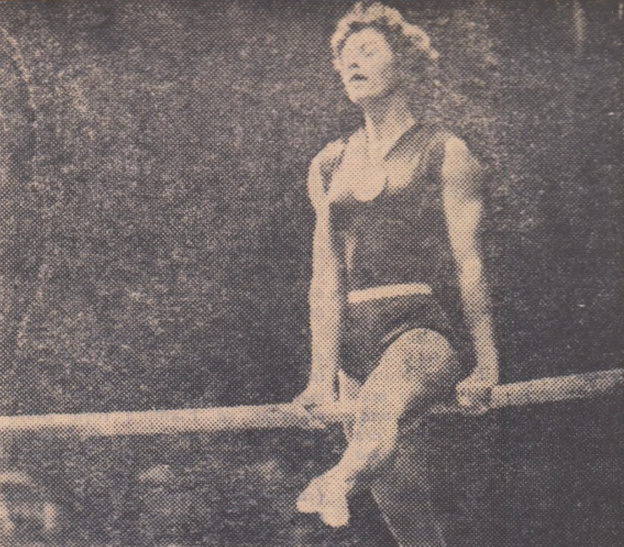
Actuación de Larisa Latýnina en las barras paralelas en 1957.

Tras su segundo año, se trasladó al Instituto Estatal de Cultura Física de Kiev del Instituto Politécnico de Kiev, donde compaginó sus estudios con actuaciones en competiciones deportivas de diversos niveles. En la primavera de 1959, siendo una joven madre (en diciembre de 1958 Latynina tuvo a su hija Tatiana), se graduó en el instituto con matrícula de honor y comenzó a prepararse para la II Espartaquiada de Verano de los Pueblos de la URSS de 1959.
Fue miembro del Partido Comunista de la Unión Soviética desde 1963.

## Carrera en la gimnasia

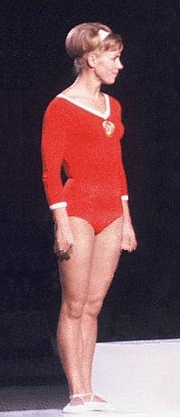
Latynina durante la ceremonia de entrega de premios de salto en los Juegos Olímpicos de 1964.

En el  1956, con 21 años, Latynina debutó en los Juegos Olímpicos de Melbourne. En la prueba de salto completo, se enfrentó a una dura competencia para ganar el oro. Quedó primera en la bóveda, segunda en las barras asimétricas y en el ejercicio de suelo y cuarta en la viga de equilibrio. También lideró la victoria de la Unión Soviética en la prueba por equipos.
Después de un muy exitoso Campeonato Mundial en 1958 (ganando cinco de los seis títulos a pesar de competir estando embarazada de cuatro meses y obteniendo medalla en todas las pruebas), Latynina era la favorita para los Juegos Olímpicos de Verano de 1960 en Roma. En la prueba all-around, lideró a la Unión Soviética para conseguir los cuatro primeros puestos, asegurando así también la victoria en la competición por equipos por un margen de nueve puntos. Latynina defendió su título de suelo, se hizo con las medallas de plata en las pruebas de barra de equilibrio y barras asimétricas, y con el bronce en la competición de salto.
Latynina se proclamó campeona del mundo de gimnasia artística en los Campeonatos del mundo de 1962, superando a Věra Čáslavská de Checoslovaquia. En los Juegos Olímpicos de verano de 1964, aún defensora del título mundial, fue derrotada por Čáslavská en el concurso completo. Latynina añadió dos medallas de oro más a su cuenta, ganando la prueba por equipos y la prueba de suelo, ambas por tercera vez consecutiva. Una medalla de plata y dos bronces en las demás pruebas por aparatos elevaron su total de medallas olímpicas a dieciocho: nueve de oro, cinco de plata y cuatro de bronce. Ganó una medalla en todas las pruebas en las que compitió, excepto en la barra de equilibrio de 1956, en la que quedó cuarta.
Las nueve medallas de oro de Latynina la sitúan en segundo lugar en la lista de medallistas de oro olímpicos múltiples. Es la única mujer que ha ganado más medallas olímpicas (individualmente o en equipo) desde 1964 hasta 2012. Es la única mujer junto con Katie Ledecky que ha ganado nueve medallas de oro. También es la única deportista femenina que en algún momento ha ostentado el récord de más medallas de oro olímpicas. Además, dentro del deporte de la gimnasia, es la única mujer que ha ganado una medalla en el concurso completo en más de dos Olimpiadas, la única mujer que ha ganado una prueba individual (ejercicio de suelo) en más de dos Olimpiadas, y una de las tres únicas mujeres que han ganado todas las pruebas individuales en el Campeonato del Mundo o en los Juegos Olímpicos. Es la única gimnasta que ha ganado dos veces la medalla de oro por equipos, la medalla de oro en el concurso completo y la medalla de oro en la final de una prueba en las mismas Olimpiadas, en 1956 y cuatro años después, en 1960. Desde los Juegos Olímpicos de Tokio, ella y Věra Čáslavská son las únicas gimnastas que han ganado la medalla de oro en el concurso completo individual en Juegos Olímpicos consecutivos.

## Logros

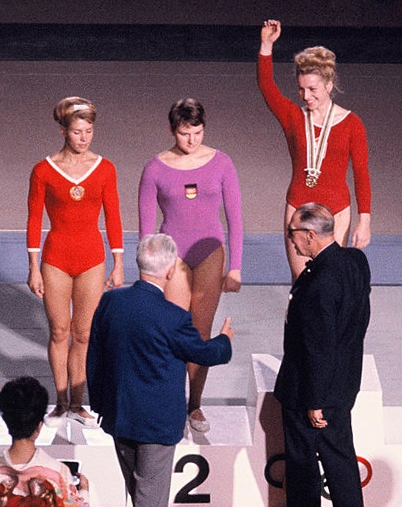
De izquierda a derecha: las medallistas de plata en los Juegos Olímpicos de Tokio Larisa Latynina de la Unión Soviética y Birgit Radochla de Alemania del Este, la medallista de oro Věra Čáslavská de Checoslovaquia en el podio durante la ceremonia de entrega de medallas de potro de gimnasia.

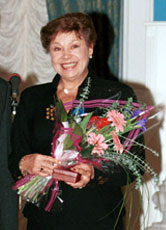
Larisa Latýnina en el año 2000.

En concreto logró nueve medallas de oro, cinco de plata y cuatro de bronce y hasta los Juegos Olímpicos de Londres de 2012, fue la mayor medallista olímpica de la historia, cuando fue superada en esta edición por el nadador estadounidense Michael Phelps en medallas totales y empatada en Juegos Olímpicos de Río de Janeiro 2016 con las 14 medallas obtenidas de forma individual por el mismo deportista. Latýnina participó en los Juegos Olímpicos de Melbourne 1956, Roma 1960 y Tokio 1964. Se retiró en el Campeonato del Mundo de Dortmund en 1966, a los 31 años.

## Familia
Es hija de Pelageya Anisimovna Barabamyuk (1902-1975) y Semyon Andreevich Diriy (1906-1943), que murió en la Batalla de Stalingrado. Latynina se casó tres veces. Su último y actual marido es Yuri Izrailovich Feldman (nacido en 1938), miembro de la Academia Rusa de Ciencias Electrotécnicas y antiguo ciclista de competición. Su hija de un matrimonio anterior, Tatiana Ivánovna Latýnina (nacida en 1958), es una bailarina folclórica. Nació sólo cinco meses después de que su madre ganara un título mundial en la modalidad del concurso completo, y siete meses después de su nacimiento Latýnina compitió en los campeonatos nacionales. Latynina mantuvo su embarazo en secreto, incluso para su entrenador. También tuvo un hijo.

## Retirada
Latýnina se retiró después de los Campeonatos del Mundo de Gimnasia Artística de 1966 y se convirtió en entrenadora del equipo nacional soviético de gimnasia, cargo que ocupó hasta 1977. Bajo su dirección, la selección femenina  soviética ganó el oro por equipos en los Juegos Olímpicos de 1968, 1972 y 1976.
Tiene ciudadanía rusa y reside en Moscú. Latýnina ha recibido numerosos reconocimientos estatales soviéticos y rusos.
En 2023, se pronunció contra los atletas rusos que compiten bajo una bandera neutral en los Juegos Olímpicos debido a la Invasión rusa a Ucrania de 2022, calificándola de "antipatriótica".

## Medallas
| Año  | Campeonato         | Medallas y disciplinas |
| ---- | ------------------ | --- |
| 1954 | Campeonato Mundial | 1 medalla de oro (general por equipos) |
| 1956 | Olimpíadas         | 4 medallas de oro (general por equipos, general individual, salto y suelo) 1 medalla de plata (barras asimétricas) 1 medalla de bronce (aparatos de transporte) |
| 1957 | Campeonato Europeo | 5 medallas de oro (general individual, salto, barras asimétricas, viga y suelo)                                                                                 |
| 1958 | Campeonato Mundial | 5 medallas de oro (general por equipos, general individual, salto, barras asimétricas y viga) 1 medalla de plata (suelo)                                        |
| 1960 | Оlimpíadas         | 3 medallas de oro (general por equipos, general individual y suelo) 2 medallas de plata (barras asimétricas y viga) 1 medalla de bronce (salto)                 |
| 1961 | Campeonato Europeo | 2 medallas de oro (general individual y suelo) 2 medallas de plata (barras asimétricas y viga)                                                                  |
| 1962 | Campeonato Mundial | 3 medallas de oro (general por equipos, general individual y suelo) 2 medallas de plata (salto y viga) 1 medalla de bronce (barras asimétricas)                 |
| 1964 | Оlimpíadas         | 2 medallas de oro (general por equipos y suelo), 2 medallas de plata (general individual y salto) 2 medallas de bronce (barras asimétricas y viga)              |
| 1965 | Campeonato Europeo | 4 medallas de plata (general individual, barras asimétricas, viga y suelo) 1 medalla de bronce (salto)                                                          |
| 1966 | Campeonato Mundial | 1 medalla de plata (general por equipos) |

## Libros de su autoría

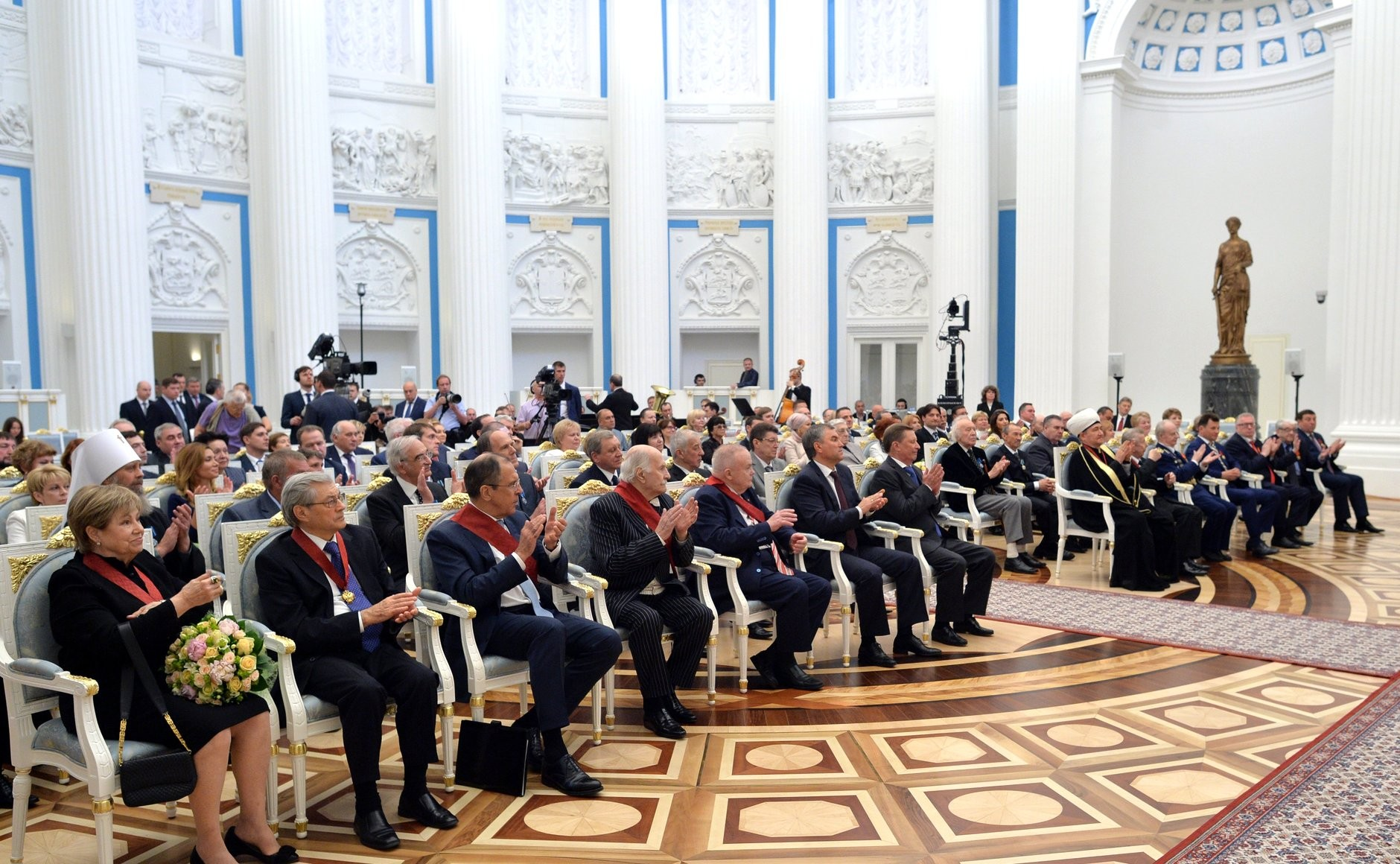
Larisa Latýnina a la izquierda durante la ceremonia de entrega de premios estatales de la Federación de Rusia en 2015.

Larisa Latynina es autora de los libros  :
- Latinina L. Sonjachna juventud / Lit. grabación de G. Polishchuk. - Kyiv: Molod, 1958. - 114 p. s il.
- Latynina L. S. Equilibrio. — M .: Mol. Guardia, 1970. - 223 p. : 8 litros. enfermo. — (Deportes y personalidad).
- Latynina L. S. Equilibrio. Ed. 2.º — M .: Mol. Guardia, 1975. - 240 p. con limo: 16 l. enfermo. — (Deporte y personalidad; Libro 25).
- Latynina L.S. ¿Cómo se llama esta chica? - M .: Pravda, 1974. - 46 p. — (B-chka “Ogonyok”; núm. 35).
- Latynina L. S. Gimnasia a través de los años. - M .: Sov. Rusia, 1977. - 157 p.
- Latynina L. S. Gimnasia a través de los años. - San Petersburgo. : Fundación Ludwig Nobel: Imprenta n.º 3, imprenta. 2014. - 378 págs., [18] l. color ill., retrato: ill., retrato; 21cm - ISBN 978-5-902078-86-9